# Évolution des relations diplomatiques du Saint-Siège en 2014
Représentation actuelle du Saint-Siège
- 2010
- 2011
- 2012
- 2013
- 2014
- 2015
- 2016
- 2017
- 2018

Représentations : près le Saint-Siège, pour le Saint-Siège
Cette liste présente les évolutions des relations pour et près le Saint-Siège en 2014.

## Évolution des relations près le Saint-Siège
Le tableau suivant présente la liste des ambassadeurs accrédités près le Saint-Siège ayant pris leurs fonctions en 2014. 
| Date              | Pays             | Nom                                             | Note                           |
| ----------------- | ---------------- | ----------------------------------------------- | ------------------------------ |
| 9 janvier 2014    | Côte d'Ivoire    | Séverin Mathias Akeo                            |                                |
| 6 février 2014    | Égypte           | Wafaa Ashraf Moharram Bassim                    |                                |
| 10 avril 2014     | Macédoine        | Zvonimir Jankulovski                            |                                |
| 16 mai 2014       | Suisse           | Pierre-Yves Fux                                 | nomination du 13 novembre 2013 |
| 16 mai 2014       | Liberia          | Rudolf P. von Ballmoos                          |                                |
| 16 mai 2014       | Éthiopie         | Nega Tsegaye Tessema                            |                                |
| 16 mai 2014       | Soudan           | Nasreldin Ahmed Wali Abdeltif                   |                                |
| 16 mai 2014       | Jamaïque         | Margaret Ann Louise Jobson                      |                                |
| 16 mai 2014       | Afrique du Sud   | Claudinah Ntini Ramosepele                      |                                |
| 16 mai 2014       | Inde             | Mysore Kapanaiah Lokesh                         |                                |
| 16 juin 2014      | Chili            | Mónica Jiménez de la Jara                       |                                |
| 6 septembre 2014  | Géorgie          | Tamar Grdzelidze                                |                                |
| 8 septembre 2014  | Allemagne        | Annette Schavan                                 |                                |
| 25 septembre 2014 | Panama           | Miroslava Rosas Vargas                          |                                |
| 31 octobre 2014   | Belgique         | Bruno Nève de Mévergnies (nl)                   |                                |
| 11 novembre 2014  | Irlande          | Emma Madigan (en)                               |                                |
| 17 novembre 2014  | Turquie          | Mehmet Paçaci                                   |                                |
| 1er décembre 2014 | Costa Rica       | Marco Vinicio Vargas Pereira                    |                                |
| 15 décembre 2014  | Canada           | Dennis Anthony Savoie                           |                                |
| 18 décembre 2014  | Mongolie         | Vaanchig Purevdorj                              |                                |
| 18 décembre 2014  | Bahamas          | Sean Mcweeney                                   |                                |
| 18 décembre 2014  | Dominique        | Edward Lambert                                  |                                |
| 18 décembre 2014  | Tanzanie         | Philip Sang’ka Marmo                            |                                |
| 18 décembre 2014  | Danemark         | Louise Bang Jespersen                           |                                |
| 18 décembre 2014  | Malaisie         | Dato’ Mohd Zulkephli Bin Mohd Noor              |                                |
| 18 décembre 2014  | Rwanda           | Xavier Ngarambe                                 |                                |
| 18 décembre 2014  | Finlande         | Jari Petteri Luoto                              |                                |
| 18 décembre 2014  | Nouvelle-Zélande | Janet Lowe                                      |                                |
| 18 décembre 2014  | Mali             | Cheik Mouclary Diarra                           |                                |
| 18 décembre 2014  | Togo             | Kokou Nayo Atsumikoa M’Beou                     |                                |
| 18 décembre 2014  | Bangladesh       | Shameem Ahsan                                   |                                |
| 18 décembre 2014  | Qatar            | Sheikha Moza Bint Nasser bin Ahmad Ali Al-Thani |                                |
| 20 décembre 2014  | Pays-Bas         | Jaime Bernardo de Bourbon de Parme (en)         |                                |
| 20 décembre 2014  | Saint-Marin      | Clelio Galassi,                                 |                                |
| 20 décembre 2014  | Argentine        | Eduardo Félix Valdés                            |                                |

## Évolution des relations pour le Saint-Siège
Le tableau suivant présente la liste des nonces ou délégués apostoliques nommés par le Saint-Siège en 2014 pour le représenter dans différents pays et instances internationales. 
| Date              | Pays                      | Titre                                        | Nom                    | Nationalité |
| ----------------- | ------------------------- | -------------------------------------------- | ---------------------- | ----------- |
| 18 janvier 2014   | Tonga (en)                | Nonce apostolique                            | Martin Krebs           | Allemagne   |
| 31 janvier 2014   | République centrafricaine | Nonce apostolique                            | Franco Coppola         | Italie      |
| 5 février 2014    | Mali (en)                 | Nonce apostolique                            | Santo Gangemi          | Italie      |
| 8 mars 2014       | Lituanie (en)             | Nonce apostolique                            | Pedro López Quintana   | Espagne     |
| 8 mars 2014       | Soudan (en)               | Nonce apostolique                            | Hubertus van Megen     | Pays-Bas    |
| 22 mars 2014      | Estonie (en)              | Nonce apostolique                            | Pedro López Quintana,  | Espagne     |
| 22 mars 2014      | Lettonie (en)             | Nonce apostolique                            | Pedro López Quintana,  | Espagne     |
| 22 mars 2014      | Sri Lanka (en)            | Nonce apostolique                            | Pierre Nguyên Van Tot  | Vietnam     |
| 25 mars 2014      | Zimbabwe (en)             | Nonce apostolique                            | Marek Zalewski         | Pologne     |
| 2 avril 2014      | Tchad (en)                | Nonce apostolique                            | Franco Coppola,        | Italie      |
| 25 avril 2014     | Bulgarie (en)             | Nonce apostolique                            | Anselmo Guido Pecorari | Italie      |
| 3 mai 2014        | Îles Marshall (en)        | Nonce apostolique                            | Martin Krebs           | Allemagne   |
| 3 mai 2014        | Nauru (en)                | Nonce apostolique                            | Martin Krebs           | Allemagne   |
| 7 juin 2014       | Érythrée (en)             | Nonce apostolique                            | Hubertus van Megen     | Pays-Bas    |
| 14 juin 2014      | Uruguay (en)              | Nonce apostolique                            | George Panikulam       | Inde        |
| 1er juillet 2014  | Nations unies-New York    | Observateur permanent                        | Bernardito Auza        | Philippines |
| 5 juillet 2014    | Costa Rica (en)           | Nonce apostolique                            | Antonio Arcari         | Italie      |
| 11 juillet 2014   | Macédoine (en)            | Nonce apostolique                            | Anselmo Guido Pecorari | Italie      |
| 12 juillet 2014   | Éthiopie (en)             | Nonce apostolique                            | Luigi Bianco           | Italie      |
| 15 juillet 2014   | Burundi                   | Nonce apostolique                            | Wojciech Załuski       | Pologne     |
| 16 juillet 2014   | OEA                       | Observateur permanent                        | Bernardito Auza        | Philippines |
| 10 septembre 2014 | Djibouti                  | Nonce apostolique                            | Luigi Bianco           | Italie      |
| 10 septembre 2014 | Somalie (en)              | Délégué apostolique                          | Luigi Bianco           | Italie      |
| 8 novembre 2014   | Vatican                   | Secrétaire pour les relations avec les États | Paul Richard Gallagher | Royaume-Uni |

## Composition du corps diplomatique du Saint-Siège au 31 décembre 2014
| Pays                                  | Représentation        | Représentant                           | Date de nomination |
| ------------------------------------- | --------------------- | -------------------------------------- | ------------------ |
| Afrique du Sud                        | Nonce apostolique     | Mario Roberto Cassari                  | 10 mars 2012       |
| Albanie (en)                          | Nonce apostolique     | Ramiro Moliner Inglés                  | 26 juillet 2008    |
| Algérie                               | Nonce apostolique     | Thomas Yeh Sheng-nan                   | 22 avril 2004      |
| Allemagne                             | Nonce apostolique     | Nikola Eterović                        | 21 septembre 2013  |
| Andorre (en)                          | Nonce apostolique     | Renzo Fratini                          | 22 août 2009       |
| Angola (en)                           | Nonce apostolique     | Novatus Rugambwa                       | 20 février 2010    |
| Antigua-et-Barbuda (en)               | Nonce apostolique     | Nicolas Girasoli                       | 21 décembre 2011   |
| Antilles                              | Délégué apostolique   | Nicolas Girasoli                       | 29 octobre 2011    |
| Argentine (en)                        | Nonce apostolique     | Emil Paul Tscherrig                    | 5 janvier 2012     |
| Arménie (en)                          | Nonce apostolique     | Marek Solczyński                       | 15 décembre 2011   |
| Australie (en)                        | Nonce apostolique     | vacant                                 | 8 novembre 2014    |
| Autriche (en)                         | Nonce apostolique     | Peter Stephan Zurbriggen               | 14 janvier 2009    |
| Azerbaïdjan (en)                      | Nonce apostolique     | Marek Solczyński                       | 14 avril 2012      |
| Bahamas (en)                          | Nonce apostolique     | Nicolas Girasoli                       | 29 octobre 2011    |
| Bahreïn (en)                          | Nonce apostolique     | Petar Rajič                            | 2 décembre 2009    |
| Bangladesh (en)                       | Nonce apostolique     | George Kocherry                        | 6 juillet 2013     |
| Barbade (en)                          | Nonce apostolique     | Nicolas Girasoli                       | 21 décembre 2011   |
| Belgique (en)                         | Nonce apostolique     | Giacinto Berloco                       | 18 juin 2009       |
| Belize (en)                           | Nonce apostolique     | Léon Kalenga Badikebele                | 13 avril 2013      |
| Bénin                                 | Nonce apostolique     | Brian Udaigwe                          | 8 avril 2013       |
| Biélorussie (en)                      | Nonce apostolique     | Claudio Gugerotti                      | 15 juillet 2011    |
| Birmanie (en)                         | Délégué apostolique   | Paul Tschang In-Nam                    | 4 août 2012        |
| Bolivie (en)                          | Nonce apostolique     | Giambattista Diquattro                 | 21 novembre 2008   |
| Bosnie-Herzégovine (en)               | Nonce apostolique     | Luigi Pezzuto                          | 17 novembre 2012   |
| Botswana                              | Nonce apostolique     | Mario Roberto Cassari                  | 10 mars 2012       |
| Brésil (en)                           | Nonce apostolique     | Giovanni d'Aniello                     | 10 février 2012    |
| Brunei (en)                           | Nonce apostolique     | Joseph Salvador Marino                 | 16 janvier 2013    |
| Bulgarie (en)                         | Nonce apostolique     | Anselmo Guido Pecorari                 | 25 avril 2014      |
| Burkina Faso (en)                     | Nonce apostolique     | Vito Rallo                             | 12 juin 2007       |
| Burundi                               | Nonce apostolique     | Wojciech Załuski                       | 15 juillet 2014    |
| Cambodge (en)                         | Nonce apostolique     | Paul Tschang In-Nam                    | 4 août 2012        |
| Cameroun                              | Nonce apostolique     | Piero Pioppo                           | 25 janvier 2010    |
| Canada                                | Nonce apostolique     | Luigi Bonazzi                          | 18 décembre 2013   |
| Cap-Vert                              | Nonce apostolique     | Luis Mariano Montemayor                | 19 juin 2008       |
| République centrafricaine             | Nonce apostolique     | Franco Coppola                         | 31 janvier 2014    |
| Chili (en)                            | Nonce apostolique     | Ivo Scapolo                            | 15 juillet 2011    |
| Chine (en)                            | fonction supprimée    | vacant                                 | 25 mars 1979       |
| Colombie (en)                         | Nonce apostolique     | Ettore Balestrero                      | 22 février 2013    |
| Comores (en)                          | Délégué apostolique   | Eugene Nugent                          | 13 février 2010    |
| Congo                                 | Nonce apostolique     | Jan Romeo Pawłowski                    | 18 mars 2009       |
| République démocratique du Congo (en) | Nonce apostolique     | Adolfo Tito Yllana                     | 20 novembre 2010   |
| Îles Cook (en)                        | Nonce apostolique     | Martin Krebs                           | 8 mai 2013         |
| Corée du Sud (en)                     | Nonce apostolique     | Osvaldo Padilla                        | 12 avril 2008      |
| Costa Rica (en)                       | Nonce apostolique     | Antonio Arcari                         | 22 mars 2014       |
| Côte d'Ivoire                         | Nonce apostolique     | Joseph Spiteri                         | 1er octobre 2013   |
| Croatie (en)                          | Nonce apostolique     | Alessandro D'Errico                    | 21 mai 2012        |
| Cuba (en)                             | Nonce apostolique     | Bruno Musarò                           | 6 août 2011        |
| Chypre (en)                           | Nonce apostolique     | Giuseppe Lazzarotto                    | 30 août 2012       |
| Danemark (en)                         | Nonce apostolique     | Henryk Józef Nowacki                   | 6 octobre 2012     |
| Djibouti                              | Nonce apostolique     | Luigi Bianco                           | 10 septembre 2014  |
| République dominicaine (en)           | Nonce apostolique     | Thaddeus Okolo                         | 7 octobre 2013     |
| Dominique (en)                        | Nonce apostolique     | Nicolas Girasoli                       | 29 octobre 2011    |
| Équateur (en)                         | Nonce apostolique     | Giacomo Guido Ottonello                | 26 février 2005    |
| Égypte                                | Nonce apostolique     | Jean-Paul Gobel                        | 5 janvier 2013     |
| Émirats arabes unis (en)              | Nonce apostolique     | Petar Rajič                            | 27 mars 2010       |
| Érythrée (en)                         | Nonce apostolique     | Hubertus van Megen                     | 7 juin 2013        |
| Espagne                               | Nonce apostolique     | Renzo Fratini                          | 20 août 2009       |
| Estonie (en)                          | Nonce apostolique     | Pedro López Quintana                   | 22 mars 2014       |
| Éthiopie (en)                         | Nonce apostolique     | Luigi Bianco                           | 12 juillet 2014    |
| États-Unis                            | Nonce apostolique     | Carlo Maria Viganò                     | 19 octobre 2011    |
| Fidji (en)                            | Nonce apostolique     | Martin Krebs                           | 23 septembre 2013  |
| Finlande (en)                         | Nonce apostolique     | Henryk Józef Nowacki                   | 6 octobre 2012     |
| France                                | Nonce apostolique     | Luigi Ventura                          | 22 septembre 2009  |
| Gabon (en)                            | Nonce apostolique     | Jan Romeo Pawłowski                    | 18 mars 2009       |
| Gambie                                | Nonce apostolique     | Mirosław Adamczyk                      | 8 juin 2013        |
| Géorgie (en)                          | Nonce apostolique     | Marek Solczyński                       | 26 novembre 2011   |
| Ghana (en)                            | Nonce apostolique     | Jean-Marie Speich                      | 17 août 2013       |
| Grande-Bretagne                       | Nonce apostolique     | Antonio Mennini                        | 18 décembre 2010   |
| Grèce (en)                            | Nonce apostolique     | Edward Joseph Adams                    | 22 février 2011    |
| Grenade (en)                          | Nonce apostolique     | Nicolas Girasoli                       | 29 octobre 2011    |
| Guatemala (en)                        | Nonce apostolique     | Nicolas Thevenin                       | 5 janvier 2013     |
| Guinée (en)                           | Nonce apostolique     | Santo Gangemi                          | 6 novembre 2013    |
| Guinée-Bissau (en)                    | Nonce apostolique     | Luis Mariano Montemayor                | 17 septembre 2008  |
| Guinée équatoriale (en)               | Nonce apostolique     | Piero Pioppo                           | 25 janvier 2010    |
| Guyana (en)                           | Nonce apostolique     | Nicolas Girasoli                       | 29 octobre 2011    |
| Haïti                                 | Nonce apostolique     | vacant                                 | 1er juillet 2014   |
| Honduras (en)                         | Nonce apostolique     | vacant                                 | 12 juillet 2014    |
| Hongrie                               | Nonce apostolique     | Alberto Bottari de Castello            | 6 juin 2011        |
| Inde (en)                             | Nonce apostolique     | Salvatore Pennacchio                   | 8 mai 2010         |
| Indonésie (en)                        | Nonce apostolique     | Antonio Guido Filipazzi                | 23 mars 2011       |
| Iran (en)                             | Nonce apostolique     | Leo Boccardi                           | 11 juillet 2013    |
| Irak (en)                             | Nonce apostolique     | Giorgio Lingua                         | 4 septembre 2010   |
| Irlande (en)                          | Nonce apostolique     | Charles John Brown                     | 26 novembre 2011   |
| Islande (en)                          | Nonce apostolique     | Henryk Józef Nowacki                   | 28 juin 2012       |
| Israël (en)                           | Nonce apostolique     | Giuseppe Lazzarotto                    | 18 août 2012       |
| Italie (en)                           | Nonce apostolique     | Adriano Bernardini                     | 15 novembre 2011   |
| Jamaïque (en)                         | Nonce apostolique     | Nicolas Girasoli                       | 29 octobre 2011    |
| Japon (en)                            | Nonce apostolique     | Joseph Chennoth                        | 15 août 2011       |
| Jérusalem et Palestine (en)           | Délégué apostolique   | Giuseppe Lazzarotto                    | 18 août 2012       |
| Jordanie (en)                         | Nonce apostolique     | Giorgio Lingua                         | 4 septembre 2010   |
| Kazakhstan (en)                       | Nonce apostolique     | Miguel Maury Buendía                   | 19 mai 2008        |
| Kenya (en)                            | Nonce apostolique     | Charles Daniel Balvo                   | 17 janvier 2013    |
| Kiribati (en)                         | Nonce apostolique     | Martin Krebs                           | 8 mai 2013         |
| Koweït (en)                           | Nonce apostolique     | Petar Rajič                            | 2 décembre 2009    |
| Kirghizistan (en)                     | Nonce apostolique     | Miguel Maury Buendía                   | 12 juillet 2008    |
| Laos (en)                             | Délégué apostolique   | Paul Tschang In-Nam                    | 4 août 2012        |
| Lesotho (en)                          | Nonce apostolique     | Mario Roberto Cassari                  | 17 mars 2012       |
| Lettonie (en)                         | Nonce apostolique     | Pedro López Quintana                   | 22 mars 2014       |
| Liban (en)                            | Nonce apostolique     | Gabriele Caccia                        | 16 juillet 2009    |
| Liberia (en)                          | Nonce apostolique     | Mirosław Adamczyk                      | 22 février 2013    |
| Libye                                 | Nonce apostolique     | Aldo Cavalli                           | 13 avril 2013      |
| Liechtenstein (en)                    | Nonce apostolique     | Diego Causero                          | 28 mai 2011        |
| Lituanie (en)                         | Nonce apostolique     | Pedro López Quintana                   | 22 mars 2014       |
| Luxembourg (en)                       | Nonce apostolique     | Giacinto Berloco                       | 24 juillet 2009    |
| Macédoine (en)                        | Nonce apostolique     | Anselmo Guido Pecorari                 | 11 juillet 2014    |
| Madagascar (en)                       | Nonce apostolique     | Eugene Nugent                          | 13 février 2010    |
| Malawi (en)                           | Nonce apostolique     | Julio Murat                            | 6 juin 2012        |
| Malaisie (en)                         | Nonce apostolique     | Joseph Salvador Marino                 | 16 janvier 2013    |
| Mali (en)                             | Nonce apostolique     | Santo Gangemi                          | 5 février 2014     |
| Malte                                 | Nonce apostolique     | Aldo Cavalli                           | 16 février 2013    |
| Maroc (en)                            | Nonce apostolique     | Antonio Sozzo                          | 17 juillet 2003    |
| Îles Marshall (en)                    | Nonce apostolique     | Martin Krebs                           | 3 mai 2014         |
| Mauritanie (en)                       | Délégué apostolique   | Luis Mariano Montemayor                | 19 juin 2008       |
| Maurice (en)                          | Nonce apostolique     | Eugene Nugent                          | 13 mars 2010       |
| Mexique (en)                          | Nonce apostolique     | Christophe Pierre                      | 22 mars 2007       |
| Micronésie (en)                       | Nonce apostolique     | Martin Krebs                           | 8 mai 2013         |
| Moldavie (en)                         | Nonce apostolique     | Francisco-Javier Lozano Sebastián      | 10 décembre 2007   |
| Monaco (en)                           | Nonce apostolique     | Luigi Travaglino                       | 8 septembre 2012   |
| Mongolie (en)                         | Nonce apostolique     | Osvaldo Padilla                        | 26 avril 2008      |
| Monténégro (en)                       | Nonce apostolique     | Luigi Pezzuto                          | 17 novembre 2012   |
| Mozambique (en)                       | Nonce apostolique     | siège vacant                           | 5 juillet 2013     |
| Namibie (en)                          | Nonce apostolique     | Mario Roberto Cassari                  | 10 mars 2012       |
| Nations unies - New York              | Observateur permanent | Bernardito Auza                        | 1er juillet 2014   |
| Nations unies - Genève                | Observateur permanent | Silvano Tomasi                         | 10 juin 2003       |
| Nauru (en)                            | Nonce apostolique     | Martin Krebs                           | 3 mai 2014         |
| Népal (en)                            | Nonce apostolique     | Salvatore Pennacchio                   | 13 novembre 2010   |
| Nicaragua (en)                        | Nonce apostolique     | Fortunatus Nwachukwu                   | 12 novembre 2012   |
| Niger (en)                            | Nonce apostolique     | Vito Rallo                             | 12 juin 2007       |
| Nigeria (en)                          | Nonce apostolique     | Augustine Kasujja                      | 2 février 2010     |
| Norvège (en)                          | Nonce apostolique     | Henryk Józef Nowacki                   | 6 octobre 2012     |
| Nouvelle-Zélande (en)                 | Nonce apostolique     | Martin Krebs                           | 8 mai 2013         |
| Ouganda (en)                          | Nonce apostolique     | Michael August Blume                   | 2 février 2013     |
| Ouzbékistan (en)                      | Nonce apostolique     | Ivan Jurkovič                          | 22 juillet 2011    |
| Pakistan (en)                         | Nonce apostolique     | Edgar Peña Parra                       | 2 février 2011     |
| Palaos (en)                           | Nonce apostolique     | Martin Krebs                           | 8 mai 2013         |
| Panama (en)                           | Nonce apostolique     | Andrés Carrascosa Coso                 | 12 janvier 2009    |
| Papouasie-Nouvelle-Guinée (en)        | Nonce apostolique     | Michael Banach                         | 16 avril 2013      |
| Paraguay (en)                         | Nonce apostolique     | Eliseo Antonio Ariotti                 | 5 novembre 2009    |
| Pays-Bas (en)                         | Nonce apostolique     | André Pierre Louis Dupuy               | 15 décembre 2011   |
| Pérou (en)                            | Nonce apostolique     | James Patrick Green                    | 15 octobre 2011    |
| Philippines (en)                      | Nonce apostolique     | Giuseppe Pinto                         | 10 mai 2011        |
| Pologne                               | Nonce apostolique     | Celestino Migliore                     | 30 juin 2010       |
| Porto Rico (en)                       | Délégué apostolique   | Thaddeus Okolo                         | 7 octobre 2013     |
| Portugal (en)                         | Nonce apostolique     | Rino Passigato                         | 8 novembre 2008    |
| Qatar (en)                            | Nonce apostolique     | Petar Rajič                            | 2 décembre 2009    |
| Roumanie                              | Nonce apostolique     | Francisco-Javier Lozano Sebastián      | 10 décembre 2007   |
| Russie                                | Nonce apostolique     | Ivan Jurkovič                          | 19 février 2011    |
| Rwanda                                | Nonce apostolique     | Luciano Russo                          | 16 février 2012    |
| Saint-Christophe-et-Niévès (en)       | Nonce apostolique     | Nicolas Girasoli                       | 29 octobre 2011    |
| Sainte-Lucie (en)                     | Nonce apostolique     | Nicolas Girasoli                       | 29 octobre 2011    |
| Saint-Vincent-et-les-Grenadines (en)  | Nonce apostolique     | Nicolas Girasoli                       | 29 octobre 2011    |
| Salvador                              | Nonce apostolique     | Léon Kalenga Badikebele                | 22 février 2013    |
| Samoa (en)                            | Nonce apostolique     | Martin Krebs                           | 23 septembre 2013  |
| Saint-Marin (en)                      | Nonce apostolique     | Adriano Bernardini                     | 15 novembre 2011   |
| Sao Tomé-et-Principe (en)             | Nonce apostolique     | Novatus Rugambwa                       | 6 février 2010     |
| Sénégal                               | Nonce apostolique     | Luis Mariano Montemayor                | 19 juillet 2008    |
| Serbie                                | Nonce apostolique     | Orlando Antonini                       | 8 août 2009        |
| Seychelles (en)                       | Nonce apostolique     | Eugene Nugent                          | 13 mars 2010       |
| Sierra Leone (en)                     | Nonce apostolique     | Mirosław Adamczyk                      | 21 septembre 2013  |
| Singapour (en)                        | Nonce apostolique     | Leopoldo Girelli                       | 13 janvier 2011    |
| Slovaquie (en)                        | Nonce apostolique     | Mario Giordana                         | 15 mars 2008       |
| Slovénie                              | Nonce apostolique     | Juliusz Janusz                         | 10 février 2011    |
| Îles Salomon (en)                     | Nonce apostolique     | Michael Banach                         | 18 mai 2013        |
| Somalie (en)                          | Délégué apostolique   | Luigi Bianco                           | 10 septembre 2014  |
| Soudan du Sud (en)                    | Nonce apostolique     | Charles Daniel Balvo                   | 21 décembre 2013   |
| Soudan (en)                           | Nonce apostolique     | Hubertus van Megen                     | 11 juillet 2013    |
| Sri Lanka (en)                        | Nonce apostolique     | Pierre Nguyên Van Tot                  | 22 mars 2014       |
| Suriname (en)                         | Nonce apostolique     | Nicolas Girasoli                       | 29 octobre 2011    |
| Swaziland (en)                        | Nonce apostolique     | Mario Roberto Cassari                  | 10 mars 2012       |
| Suède (en)                            | Nonce apostolique     | Henryk Józef Nowacki                   | 28 juin 2012       |
| Suisse                                | Nonce apostolique     | Diego Causero                          | 28 mai 2011        |
| Syrie (en)                            | Nonce apostolique     | Mario Zenari                           | 30 décembre 2008   |
| Tadjikistan (en)                      | Nonce apostolique     | Miguel Maury Buendía                   | 12 juillet 2008    |
| Tanzanie (en)                         | Nonce apostolique     | Francisco Montecillo Padilla           | 10 novembre 2011   |
| Tchad (en)                            | Nonce apostolique     | Franco Coppola                         | 7 octobre 2013     |
| République tchèque                    | Nonce apostolique     | Giuseppe Leanza                        | 15 septembre 2011  |
| Thaïlande (en)                        | Nonce apostolique     | Paul Tschang In-Nam                    | 4 août 2012        |
| Timor oriental (en)                   | Nonce apostolique     | Joseph Salvador Marino                 | 16 janvier 2013    |
| Togo                                  | Nonce apostolique     | Brian Udaigwe                          | 16 juillet 2013    |
| Tonga (en)                            | Nonce apostolique     | Martin Krebs                           | 18 janvier 2014    |
| Trinité-et-Tobago (en)                | Nonce apostolique     | Nicolas Girasoli                       | 21 décembre 2011   |
| Tunisie                               | Nonce apostolique     | Thomas Yeh Sheng-nan                   | 22 avril 2004      |
| Turquie (en)                          | Nonce apostolique     | Antonio Lucibello                      | 27 août 2005       |
| Turkménistan (en)                     | Nonce apostolique     | Antonio Lucibello                      | 27 août 2005       |
| Ukraine (en)                          | Nonce apostolique     | Thomas Edward Gullickson               | 21 mai 2011        |
| Union européenne                      | Nonce apostolique     | Alain Lebeaupin                        | 23 juin 2012       |
| Uruguay (en)                          | Nonce apostolique     | George Panikulam                       | 14 juin 2014       |
| Vanuatu (en)                          | Nonce apostolique     | Martin Krebs                           | 23 septembre 2013  |
| Venezuela (en)                        | Nonce apostolique     | Aldo Giordano                          | 26 octobre 2013    |
| Viêt Nam (en)                         | Délégué apostolique   | représentant officiel Leopoldo Girelli | 19 septembre 1975  |
| Yémen (en)                            | Nonce apostolique     | Petar Rajič                            | 27 mars 2010       |
| Zambie                                | Nonce apostolique     | Julio Murat                            | 27 janvier 2012    |
| Zimbabwe (en)                         | Nonce apostolique     | Marek Zalewski                         | 25 mars 2014       |

### Sources
- Bulletins de la salle de presse du Saint-Siège en 2014
- Postes diplomatiques de la Curie sur catholic-hierarchy.org